# Cour de justice de l'Indochine (France)
 (février 2025).
La Cour de justice de l'Indochine est une juridiction française de l'épuration créée à la fin de la Seconde guerre mondiale pour juger les faits de collaboration avec les Japonais commis sur le territoire de l'Indochine française. Elle fonctionne de mai 1946 à mars 1950.

## Historique
Créée par la loi du 11 mai 1946 relative à la répression des faits de collaboration et à l'indignité nationale pour les territoires formant l'Union indochinoise, la cour de justice de l'Indochine a une double compétence : elle est destinée d'une part à juger les faits commis par les citoyens français sur les territoires de l'Union indochinoise, entre le 16 juin 1940 et la date de la libération de chacun de ces territoires, tendant à favoriser les entreprises de toute nature de l'Allemagne, du Japon ou de ses alliés ; d'autre part, la cour peut renvoyer en chambre civique les faits relevant de l'indignité nationale selon les termes de l'ordonnance du 26 décembre 1944, qui institue ce chef d'inculpation visant les citoyens français ayant apporté leur aide à l'Allemagne ou au Japon et porté atteinte à l'unité de la nation, à l'intégrité de l'empire colonial, à la souveraineté française en Indochine ou à la liberté et à l'égalité des populations indochinoises ou des Français.
Elle siège à Paris, rue de Grenelle.
La cour a étudié 175 affaires : 42 ont fait l'objet d'un jugement, 60 d'une décision de non-lieu et 73 d'un classement sans suite. Les peines prononcées se bornent à l'emprisonnement, à la dégradation nationale et à quelques cas de saisie des biens. Un déserteur a été condamné à mort par contumace. Les acquittements sont majoritaires. Le vice-amiral Jean Decoux, gouverneur général de l'Indochine du 25 juin 1940 au 9 mars 1945, n'a pas été jugé par la Cour de justice de l'Indochine, mais par la Haute cour de justice.
Elle remplit également des fonctions annexes, en donnant notamment son avis au ministre de la France d'Outre-Mer concernant la réintégration des fonctionnaires en Indochine. En vertu du décret du 27 novembre 1947 fixant les conditions d'application en Indochine de l'ordonnance du 20 mars 1945 relative à la répression du commerce avec l'ennemi dans les territoires occupés ou contrôlés par lui, la cour doit recevoir les déclarations des personnes physiques ou morales suspectées de collaboration économique avec le Japon dans le but de prouver que la nature de leurs relations avec l'occupant ne tombe pas sous le coup de la prohibition.
La cour de justice de l'Indochine est supprimée par la loi no 50-248 du 1er mars 1950. Les affaires ressortissant de sa compétence sont alors portées dans le même état de la procédure et de plein droit devant le tribunal militaire de Paris ou les tribunaux de droit commun de la Seine.

## Organisation
La cour de justice de l'Indochine est composée de cinq membres : un magistrat et quatre jurés. 
Le magistrat, membre du premier degré du cadre de la magistrature coloniale, préside. Les jurés sont choisis parmi les Français des deux sexes, majeurs de 25 ans, présents en France continentale à la date de la promulgation de la loi et ayant résidé en Indochine pendant une année au moins depuis le 16 juin 1940. 
Une liste de cent jurés est établie pour un an à partir des noms relevés par les préfets dans les départements par la commission d'enquête sur les responsabilités encourues en Indochine, instituée par le décret du 31 janvier 1946. Les jurés sont tirés chaque mois pour siéger lors de la session suivante. Il ne peut s'agir que de citoyens ayant fait preuve de "sentiments nationaux". Le ministère public est représenté par un commissaire du gouvernement de la magistrature coloniale, pouvant être assisté d'un ou de plusieurs adjoints. Il reçoit ses instructions du ministère de la France d'Outre-Mer et du Haut-Commissaire de France en Indochine, avec lesquels une abondante correspondance est entretenue, principalement pour des avis sur les affaires en cours. Un greffier d'une cour d'appel coloniale exerce les fonctions de greffier. 

## Fonctionnement
Les procédures d'épuration administrative instruites en Indochine par les commissions d'épuration des ministères, et principalement les commissions d'épuration des fonctionnaires et des non-fonctionnaires du ministère de la France d'Outre-Mer, sont souvent à l'origine des dossiers d'épuration judiciaire étudiés par la Cour de justice de l'Indochine. Ces commissions d'épuration administrative ne peuvent pas proposer de sanction supérieure à l'expulsion en France. 
Certaines affaires sont également issues des tribunaux militaires permanents à Saïgon ou à Hanoï, que le code de justice militaire autorise à juger les faits de trahison commis par n'importe quel individu en temps de guerre. Ils sont, selon les termes de la loi du 11 mai 1946, ainsi que toute autre juridiction, déclarés incompétents dès la mise en place de la cour de justice de l'Indochine et se dessaisissent de ces affaires. 
La proposition de sanction des commissions d'épuration administrative est transmise au Haut-commissaire de France en Indochine, l'amiral Thierry d'Argenlieu qui émet son avis, et la plupart du temps estime que les faits méritent un renvoi devant la justice. 
Le dossier est ensuite envoyé à la Commission interministérielle d'enquête pour l'Indochine pour effectuer une enquête préliminaire, obligatoire selon la procédure. Les commissions d'épuration ou d'enquête ont tout pouvoir pour écouter des témoins ou effectuer des commissions rogatoires. 
Enfin, le jugement rendu par la commission d'enquête, qui fait encore l'objet d'une analyse par le Haut commissaire, est porté, avec le reste du dossier, devant la cour de justice de l'Indochine. Le commissaire du gouvernement, après information, rédige un exposé des faits et décide de renvoyer le dossier devant la cour de justice ou de le classer sans suite. 
En cas de renvoi, le juge instruit normalement l'affaire, demandant des compléments d'information et des pièces à conviction par des commissions rogatoires, exécutées par la police judiciaire en Indochine. 
La cour de justice de l'Indochine peut, de façon sporadique, ouvrir une procédure proprio motu à partir de la documentation rapatriée en France ou sur une dénonciation souvent anonyme, mais n'est pas dispensée pour autant de toute l'enquête liminaire précédemment décrite. Une procédure peut concerner un seul prévenu ou plusieurs personnes. Ces procédures parallèles ouvertes par la cour de justice de l'Indochine ou par les juridictions locales sont liées par ordonnance.
L'appel est porté par le commissaire du gouvernement devant la chambre des mises en accusation de la cour d'appel de Paris. Le pourvoi en cassation par l'accusé ou le ministère public est possible, devant la même instance. Un éventuel recours en grâce doit être adressé au ministère de la France d'Outre-Mer, obligatoire en cas de condamnation à mort. 
Les personnes condamnées par la cour de justice de l'Indochine ont bénéficié des diverses lois d'amnistie et notamment celle de 1951 concernant la dégradation nationale, peine dont on pouvait être relevé pour des faits de Résistance.
Les archives de la cour de justice de l'Indochine, constituées des dossiers de procédure et de leurs scellés, sont conservées par les Archives nationales sous les cotes Z/7/1 à Z/7/77.